# Sanjay Thumma
Sanjay Thumma (sinh ngày 26 tháng 4 năm 1970), được biết đến rộng rãi với nghệ danh Vah-Chef, là một đầu bếp, nhà khởi nghiệp, chủ nhà hàng, và người nổi tiếng trên truyền hình. Ông là người sáng lập ra trang web vahrehvah.com chuyên về nấu ăn. Ông cũng là một người đặc biệt có tiếng trong cộng đồng những người Ấn Độ từng sống xa xứ và hiện đang sống tại Ấn Độ. Công chúng biết đến ông nhờ kênh hướng dẫn nấu ăn trực tuyến của mình trên YouTube, do ông khởi tạo vào năm 2007 và đến nay đã tích lũy được hơn 750 triệu lượt xem. Ông là một trong ba giám khảo tại mùa đầu tiên của chương trình MasterChef India – Telugu.